# Inmigración italiana en Guatemala
La inmigración italiana en Guatemala es un fenómeno importante que tuvo lugar a partir del gobierno de Justo Rufino Barrios, que se desarrolló entre 1873 y abril de 1885. La inmigración italiana en Guatemala aportó diversos apellidos a este país, así como una influencia en las artes, ciencias e industrias guatemaltecas.

## Historia
La inmigración italiana en Guatemala está dividida en tres oleadas migratorias y la mayoría de los italianos se establecieron en Quetzaltenango, pero estableciendo también importantes comunidades en la Ciudad de Guatemala y Zacapa. La primera oleada migratoria es la que tuvo lugar durante el gobierno de Justo Rufino Barrios, desarrollado entre 1873 y abril de 1885. Tras un viaje realizado por el presidente guatemalteco a Europa, este decidió impulsar la emigración italiana a Guatemala, consiguiendo un cierto éxito, pues el siglo XIX fue un periodo de tiempo en el que los italianos emigraban masivamente a otros países, especialmente a Brasil, Argentina y Estados Unidos, a causa de la pobreza y de las epidemias que por esa época se extendían por Italia. Así, llegaron a Guatemala las primeras familias italianas, que de dedicaron fundamentalmente a la agricultura.
Más tarde, el presidente José María Reyna Barrios, que gobernó entre 1892 y 1898, trajo la segunda migración italiana al país. El gobierno de Barrios decidió desarrollar tecnológicamente el país con el fin de que se pareciera más a Europa. Para ello impulsó la fabricación de industrias, modernizó la agricultura y desarrolló las artes y las ciencias. Así, vinieron al país numerosas familias italianas, que trabajaron como mecánicos, ebanistas, carpinteros, horticultores y constructores de ferrocarriles, edificios y boulevares, así como en la industria hotelera. Los italianos, al parecer, fueron quienes pusieron la enseñanza de tallar la piedra, cambiando radicalmente las formas de arquitectura típicas de Guatemala en aquella época.
Fue pocos años después cuando, tras la marcha de muchos de los inmigrantes italianos que habían llegado con los gobiernos anteriores, el nuevo presidente de Guatemala, Manuel Estrada Cabrera -quien gobernó el país entre 1898 y 1920-, impulsó una tercera emigración de familias italianas a Guatemala, como una forma de mantener la inmigración italiana en su país. Si bien, la emigración italiana en este periodo no parece haber sido tan importante como en las épocas anteriores, sí parece haber contribuido notablemente al continuo desarrollo del país.

## Demografía
La Embajada italiana en Guatemala estima que casi 800 italianos viven permanentemente en Guatemala, conformando la tercera mayor comunidad europea del país. Desde el año 2007 la institución Internacional de Guatemala ha promovido la llegada de nuevos inmigrantes a Guatemala, incluyendo italianos.

## Contribuciones

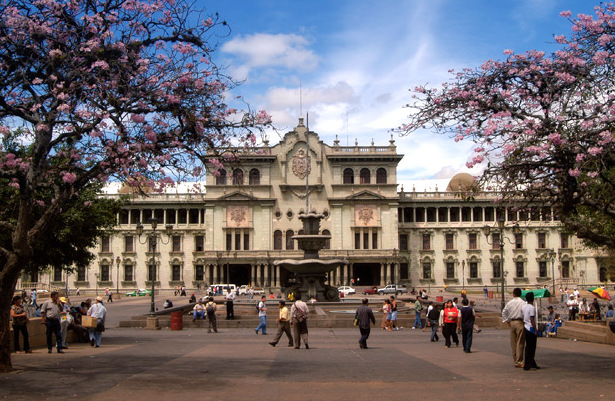
El Palacio Nacional de Guatemala fue construida durante el gobierno de Jorge Ubico, y diseñada por varios diseñadores italianos.

Los italianos contribuyeron al desarrollo de Guatemala en varias ramas de la cultura. Así, de la segunda inmigración tenemos a Alberto Porta y Luis Liuti, arquitectos que construyeron y decoraron el Pasaje Enríquez, en Quetzaltenango, entre 1898 y 1900. Es también digno de mención Enrico Felice, quien conquistó la selva de Izabal, estableciendo cortes de madera y cultivos, así como Acchile Borghi, que modeló en bronce la primera estatua de Barrios en San Marcos y el león de Los Altos. 
De la tercera inmigración tenemos, entre otros, a Valentín Giordani, Juan Mini, Humberto y Luis Giordani y a Marcelino Balar. Valentín Giordani inició el desarrollo de las fincas de café y Juan Mini el de la industria de carpintería y ebanistería. Además, este último, fue también el primer ingeniero de barrancos, logrando que el Estado decidiera construir el Estadio Nacional, donde antes se situaba el barranco de La Barranquilla, e impulsando la actual construcción de rascacielos por parte de muchos guatemaltecos en los propios barrancos, que antes eran considerados casi basureros, y en la capital. Por su parte, Humberto y Luis Giordani y Marcelino Balar construyeron el ferrocarril de Guatemala y edificaron casas.
Arquitectos italianos también construyeron el Palacio Nacional de Guatemala y varias iglesias católicas en el arco de Quetzaltenango. También en esta ciudad hay varios institutos que enseñan italiano. Por otro lado, la influencia italiana también es palpable en los apellidos de una parte de la población guatemalteca (principalmente en la ya mencionada Quetzaltenango): Bocaletti, Garzaro, Bonnato Maselli, Comparini y Scoteti, entre otros.
Alejandro M. Sinibaldi fue Presidente de la República de Guatemala en 1885. Era un empresario guatemalteco de ascendencia italiana, proveniente de la clase alta-media. Por ser el primer designado a la presidencia de la República le correspondió la presidencia de Guatemala en los difíciles días que siguieron a la muerte del presidente general Justo Rufino Barrios en la Batalla de Chalchuapa el 2 de abril de 1885.